# Liste der denkmalgeschützten Objekte in Cheb
Grundlage dieser Liste der denkmalgeschützten Objekte in Cheb ist die ÚSKP-Liste (Ústřední seznam kulturních památek České republiky, deutsch Zentrale Liste der Kulturdenkmäler der Tschechischen Republik), die von der tschechischen Denkmalschutzbehörde NPÚ (Národní památkový ústav, deutsch Nationale Denkmalbehörde) seit 1987 geführt wird und an die seit dem Jahr 1850 geschaffenen Listen anschließt.

## Denkmalgeschützte Objekte in der Stadt Cheb nach Ortsteilen
Die Innenstadt von Cheb (Eger) wurde 1992 zur städtischen Denkmalzone erklärt. Sie besitzt viele Architektur-Denkmale von hohem Rang, die auch in der Enzyklopädie der Stadt Cheb aufgeführt sind.

### Cheb(Eger)
| Lage                                                                               | Objekt | Beschreibung | ÚSKP-Nr.                  | Bild                                                          |
| ---------------------------------------------------------------------------------- | --- | --- | ------------------------- | ------------------------------------------------------------- |
| Cheb, um den historischen Stadtkern (Standort)                                     | Stadtbefestigung                                                                                                 | Stadtbefestigung. Einzeldenkmale nach Denkmalkatalog: 1. Mühlenturm 2. Sandtor mit Parkmauer 3. Teufelsturm mit der Befestigungs- und Parkmauer und der Mauer am linken Ufer der Eger 4. Abschnitt der Parkmauer hinter den Häusern Smetanova 116/5 und 117/7 5. Abschnitt der Befestigungsmauer zwischen Kasární náměstí 128/9 und nám. Baltazara Neumanna 131/13 6. Abschnitt der Befestigungsmauer und der Parkmauer am Haus nám. Baltazara Neumanna 522/12 7. Abschnitt der Befestigungen am Haus Svobody 8/4, Šlikova 8/11 entlang der Šlikova-Straße bis zur Straße 26. dubna 8. Abschnitt der Befestigungsanlagen, hinter dem Haus Dlouhá 24/36 und der Abschnitt hinter dem Haus Hradební 615/15 bis zum Františkánské náměstí 31/16, einschl. Verteidigungsturm Obrněné brigády 526/9 9. westlicher Abschnitt der Festung mit einem Tor und einem Turm 10. Überreste der Stadtbefestigung mit einer in der Hradební 516/16 erbauten Bastion sowie zwischen den Straßen Mlýnská und Křižovnická            | 16667/4-3637 Info Katalog | weitere Bilder                                                |
| Cheb, náměstí Krále Jiřího z Poděbrad (Standort)                                   | Rolandbrunnen | Rolandbrunnen (Oberer Brunnen). Polygonaler Brunnen mit einem Steinbecken mit glatten Wänden und einem verzierten Gesims. Seit dem 19. Jahrhundert ist eine lebensgroße Roland-Statue von 1591 angebracht. Es ist eine Kopie, die originale Statue befindet sich im Museum. Der Roland hält einen Speer in der rechten Hand, seine linke ruht auf einem Schild mit dem Wappen der Stadt Eger. | 20135/4-3655 Info Katalog | weitere Bilder                                                |
| Cheb, náměstí Krále Jiřího z Poděbrad (Standort)                                   | Herkulesbrunnen                                                                                                  | Herkulesbrunnen (Unterer Brunnen). Polygonaler Renaissance-Brunnen mit einem Becken mit glatten Wänden und verziertem Rand. Seit dem 16. Jahrhundert befindet sich in der Brunnenmitte auf einer Säule eine lebensgroße Herkules-Statue von 1738. Der Herkules ist mit einer Keule und einem Schild mit dem Wappen der Stadt Eger versehen. | 18537/4-3656 Info Katalog | weitere Bilder                                                |
| Cheb, náměstí Krále Jiřího z Poděbrad 494/43 (Standort)                            | Bürgerhaus im Stöckl, Špalíček, Nr. 494                                                                          | Bürgerhaus Stöckl Nr. 494, ein zweistöckiges Empire-Haus innerhalb der Stöckl-Gruppe in der unteren nordwestlichen Ecke. Architektonisch im Stil des Klassizismus, fünfachsige Fassade, zweigeschossig mit Mansarddach und zwei Dachgauben. Die beiden Seitenfassaden sind zweiachsig. Im ersten Stock an der Ecke befindet sich eine Nische, die seit 2007 mit einer modernen Skulptur ausgestattet ist. Ursprünglich stand hier eine gotische Madonna mit dem Kind, die jetzt im Museum aufbewahrt wird. | 21787/4-3598 Info Katalog | weitere Bilder                                                |
| Cheb, náměstí Krále Jiřího z Poděbrad 495/53 (Standort)                            | Bürgerhaus im Stöckl, Špalíček Nr. 495                                                                           | Bürgerhaus Stöckl Nr. 495, ein dreistöckiges Wohnhaus in geschlossener Bebauung mit 3 Fensterachsen und einem Satteldach, Teil der Westfront der Stöckl-Gruppe. Die Fassade zur Kramářská-Straße ist glatt und mit 2 Fensterachsen ausgestattet. | 37411/4-3599 Info Katalog | weitere Bilder                                                |
| Cheb, náměstí Krále Jiřího z Poděbrad 496/51+52 (Standort)                         | Bürgerhaus im Stöckl, Špalíček Nr. 496                                                                           | Bürgerhaus Stöckl Nr. 496, vierstöckiges Haus mit 2 Fensterachsen an der Westfront vom Stöckl, mit Satteldach und Fachwerk im 3. und 4. Stock. Im Erdgeschoss befindet sich das Nebengebäude eines ehemaligen Geschäfts. Im Erdgeschoss der Kramářská-Straße befindet sich ein ummauertes gotisches Steinportal. | 25231/4-3600 Info Katalog | Bürgerhaus im Stöckl, Špalíček Nr. 496                        |
| Cheb, náměstí Krále Jiřího z Poděbrad 497/52 (Standort)                            | Bürgerhaus im Stöckl, Špalíček Nr. 497                                                                           | Bürgerhaus Stöckl Nr. 497, mit Erdgeschoss-Erweiterung mit einem Pultdach und zwei Bogenfenstern, drei Schaufenstern und dem Eingang zum Geschäft vor der Westfassade der Gebäude Nr. 495 und 496. Ursprünglich ein gotisches Gebäude aus dem 15. Jahrhundert, das im 18., 19. und Mitte des 20. Jahrhunderts umgebaut wurde. | 44175/4-3601 Info Katalog | Bürgerhaus im Stöckl, Špalíček Nr. 497                        |
| Cheb, náměstí Krále Jiřího z Poděbrad 498/50 (Standort)                            | Bürgerhaus im Stöckl, Špalíček Nr. 498                                                                           | Bürgerhaus Stöckl Nr. 498, vierstöckiges Wohnhaus in geschlossener Bebauung an der Westfront vom Stöckl, mit drei Fensterachsen und Fachwerk im 3. und 4. Stock sowie mit einem Satteldach mit Dachgauben versehen. Die Fassade in der Gasse ist glatt mit einem ummauerten halbkreisförmigen Portal. Das Haus ist durch den Betrieb des Cafés Špalíček mit dem Haus Nr. 499 verbunden. | 22758/4-3602 Info Katalog | Bürgerhaus im Stöckl, Špalíček Nr. 498                        |
| Cheb, náměstí Krále Jiřího z Poděbrad 499/49 (Standort)                            | Bürgerhaus im Stöckl, Špalíček Nr. 499                                                                           | Bürgerhaus Stöckl Nr. 499, dreistöckiges Eckhaus, das die Südfront der Stöckl-Gruppe zum Platz bildet. Die Hauptfassade hat vier Fensterachsen nach Süden, die Westfassade hat drei Achsen, die unregelmäßig verteilt sind Die Fassade zur Gasse ist zweiachsig, das Walmdach hat Dachgauben. Im Erdgeschoss ist ein Tonnengewölbe mit Lünetten teilweise erhalten, die anderen Räume haben Flachdecken. | 31964/4-3603 Info Katalog | Bürgerhaus im Stöckl, Špalíček Nr. 499                        |
| Cheb, náměstí Krále Jiřího z Poděbrad 500/48 (Standort)                            | Bürgerhaus im Stöckl, Špalíček Nr. 500                                                                           | Bürgerhaus Stöckl Nr. 500, dreistöckiges Eckhaus, dessen Hauptfassade nach Süden zum Platz zeigt, die Seitenecke gehört zur Ostfront des Stöckl. Die Hauptfassade mit drei Fensterachsen hat ein Fachwerk-Obergeschoss, das von einem Fachwerkgiebel abgeschlossen wird. Im 1. Stock befindet sich ein polygonales Fachwerkfenster, das auf einer toskanischen Steinsäule ruht und von einer niedrigen Kuppel bedeckt ist. Erdgeschoss und erster Stock hat eine glatte Fassade, die Ostfassade ist mit 2 unregelmäßig platzierten Fenstern versehen. Das Erdgeschoss hat neue Fensteröffnungen. Das Haus hat auf allen Etagen seinen ursprünglichen Grundriss beibehalten. Die inneren Trennwände des Räume sind Fachwerk. | 19361/4-3604 Info Katalog | weitere Bilder                                                |
| Cheb, náměstí Krále Jiřího z Poděbrad 501/47 (Standort)                            | Bürgerhaus im Stöckl, Špalíček Nr. 501                                                                           | Bürgerhaus Stöckl Nr. 501, dreistöckiges Wohnhaus in geschlossener Bebauung an der Ostfront vom Stöckl, mit drei Fensterachsen, verbunden mit dem Haus Nr. 500. Der 4. Stock ist Fachwerk ausgeführt. Die Fenster verkleinern sich zum Dach hin, im 1. und 3. Stock haben sie einfache, flache Fensterläden. Im 2. Stock befindet sich ein Steinfragment am Fenster. Im ersten Stock des Gebäudes befindet sich an der Decke ein Stuckrahmen, in dessen Mitte sich das Auge Gottes befindet. | 32092/4-3605 Info Katalog | Bürgerhaus im Stöckl, Špalíček Nr. 501                        |
| Cheb, náměstí Krále Jiřího z Poděbrad 502/46 (Standort)                            | Bürgerhaus im Stöckl, Špalíček Nr. 502                                                                           | Bürgerhaus Stöckl Nr. 502, Wohnhaus in geschlossener Bebauung an der Ostfront vom Stöckl, mit zwei Fensterachsen, Fachwerk sowie ein Giebeldach mit zwei Dachgauben. Die Eingangstür befindet sich auf der linken Achse und hat ein Stuckportal des gleichen Typs wie die Fensterläden. In der Achse des Hauses befindet sich zwischen dem 2. und 3. Stock eine leere Nischenkapelle (ursprünglich stand hier eine Madonna mit Kind). | 22180/4-3606 Info Katalog | Bürgerhaus im Stöckl, Špalíček Nr. 502                        |
| Cheb, náměstí Krále Jiřího z Poděbrad 503/45 (Standort)                            | Bürgerhaus im Stöckl, Špalíček Nr. 503                                                                           | Bürgerhaus Stöckl Nr. 503, vierstöckiges Wohnhaus in geschlossener Bebauung an der Ostfront des Stöckl-Komplexes mit drei unregelmäßig verteilten Achsen. Das oberste Stockwerk hat ein Fachwerkgiebeldach mit Dachgauben. Die Fassaden des Hauses sind nicht strukturiert, die Fenster haben einen rechteckigen Rahmen. Das gotische Eingangsportal zum Erdgeschoss ist abgewinkelt und hat eine schräge Steinverkleidung. | 34675/4-3607 Info Katalog | Bürgerhaus im Stöckl, Špalíček Nr. 503                        |
| Cheb, náměstí Krále Jiřího z Poděbrad 504/44 (Standort)                            | Bürgerhaus im Stöckl, Špalíček Nr. 504                                                                           | Bürgerhaus Stöckl Nr. 504, historisches vierstöckiges Haus mit Anfängen aus dem 15. Jahrhundert an der Ostfront vom Stöckl. Die Süd- und Nordfassaden haben zwei Fensterachsen, das letzte Stockwerk ist als Fachwerk ausgeführt mit einem nach Norden ausgerichtetem Fachwerkgiebel und einem Satteldach. | 15404/4-3608 Info Katalog | weitere Bilder                                                |
| Cheb, Kamenná 490/2, náměstí Krále Jiřího z Poděbrad (Standort)                    | Cramer-Haus | Bürgerhaus (genannt Cramer-Haus), nach der Besitzer-Familie, die zwischen 1545 und 1627 mehrere Bürgermeister stellte. Hier beim Bürgermeister Andreas Cramer übernachtete 1619 der Winterkönig Friedrich von der Pfalz. Zweistöckiges Eckhaus mit Mansarddach und Backsteingauben. Das Barockgebäude aus dem 18. Jahrhundert wurde im 19. Jahrhundert umgebaut. | 15145/4-3649 Info Katalog | Cramer-Haus                                                   |
| Cheb, náměstí Krále Jiřího z Poděbrad 491/2 (Standort)                             | Kandler-Haus Náměstí Krále Jiřího z Poděbrad 2                                                                   | Bürgerhaus (genannt Kandler-Haus). Dreistöckiges Wohnhaus aus dem 17. Jahrhundert in geschlossener Bebauung mit drei Fensterachsen und einem Satteldach mit drei Dachgauben, jetzt vier. Klassische Fassade aus der Mitte des 19. Jahrhunderts. Auf dem Sims des zweiten Stocks auf den Konsolen befinden sich zwei Statuen: Heilige Dreifaltigkeit und ein Engel. | 28552/4-3650 Info Katalog | weitere Bilder                                                |
| Cheb, náměstí Krále Jiřího z Poděbrad 492/3 (Standort)                             | Pachelbel-Haus (Pachelbelův dům)                                                                                 | Bürgerhaus, (auch als Pachelbel-Haus oder Junckher-Haus bezeichnet). Seine Ursprünge reichen bis ins 14. Jahrhundert zurück, mit Umbauten im 17. und 18. Jahrhundert. Haus des Bürgermeisters Pachelbel, Ort der Ermordung Albrecht von Wallensteins am 25. Februar 1634, seit 1874 Stadtmuseum. | 31071/4-3597 Info Katalog | weitere Bilder                                                |
| Cheb, náměstí Krále Jiřího z Poděbrad 493/4, Kostelní (Standort)                   | Bürgerhaus Náměstí Krále Jiřího z Poděbrad 4                                                                     | Bürgerhaus (genannt Müller-Haus), benannt nach dem Apotheker Johann Müller (1653), ein Renaissancehaus von 1531, lange Zeit von Apothekern bewohnt und als Apotheke betrieben. Das Haus wurde 1743 mit einem Nebengebäude in der Kostelní-Straße verbunden. Das Eckhaus wurde Mitte des 19. Jahrhunderts von Adam Haberzettl im neugotischen Stil mit Vorsprüngen und Stufengiebeln auf zwei Seiten umgebaut. Heute ist es wieder barock gestaltet, jetzt Stadtbibliothek und Depot des Stadtmuseums. | 33879/4-3651 Info Katalog | Bürgerhaus Náměstí Krále Jiřího z Poděbrad 4                  |
| Cheb, náměstí Krále Jiřího z Poděbrad 506/5, Kostelní (Standort)                   | Bürgerhaus Náměstí Krále Jiřího z Poděbrad 5                                                                     | Bürgerhaus (genannt Reichl-Haus), benannt nach dem Bürgermeister Johann Thomas Reichl († 1700). Wohnhaus in geschlossener Bebauung, ursprünglich ein gotischer Bau, im Barock umgebaut. In der dritten Achse von links befindet sich der Eingang zum Gebäude mit einem steinernen gotischen Portal. Das Erdgeschoss hat glatten Putz mit vertikalen Lisenen. | 28381/4-3609 Info Katalog | Bürgerhaus Náměstí Krále Jiřího z Poděbrad 5                  |
| Cheb, náměstí Krále Jiřího z Poděbrad 507/6 (Standort)                             | Gabler-Haus (Gablerovský dům)                                                                                    | Bürgerhaus (auch Gabler-Haus), spätgotisches zweistöckiges Haus, benannt nach dem Magistratsrat Anton Gabler (1733), urspr. gotischer Bau, spätbarocker Umbau 1773, Rokoko-Fassade mit reichen Rocailleornamenten über und unter den Fenstern und Allegorien der Vier Jahreszeiten, über dem Portal ein Madonnenrelief mit Chronogramm (1662), über dem Mittelfenster die Taube des hl. Geistes. | 46772/4-3610 Info Katalog | weitere Bilder                                                |
| Cheb, náměstí Krále Jiřího z Poděbrad 508/7 (Standort)                             | Schirndinger-Haus (Schirdingerovský dům)                                                                         | Bürgerhaus (Schirndinger-Haus), benannt nach den Besitzerfamilie von Schirndinger, das einzige rein gotisch erhaltene Patrizierhaus in Eger. Dreistöckiges dreiachsiges Haus auf dem etwa 8 m breiten ursprünglichen Grundstück, als letzter Vertreter der Giebelhäuser auf dem Platz. Erbaut im frühen 13. Jahrhundert, restauriert nach einem Brand im 15. Jahrhundert und renoviert im 17. Jahrhundert. Die gotische Straßenfassade wurde im Rahmen einer Sanierung des Stadtzentrums Anfang der 1960er Jahre wiederhergestellt. Im Rahmen der Sanierung wurde das Haus mit den Häusern Nr. 507, 506, 505 und im ersten, zweiten und dritten Stock auch mit dem Haus Nr. 509 verbunden. | 19411/4-3611 Info Katalog | weitere Bilder                                                |
| Cheb, náměstí Krále Jiřího z Poděbrad 509/8 (Standort)                             | Haus „Zum goldenen Löwen“                                                                                        | Haus „Zum goldenen Löwen“, benannt nach der Apotheke (1630), ehem. Durchhaus zur Schulgasse (Školní-Straße). Das dreistöckige und dreiachsige Haus mit Satteldach und Innenhof hat eine nicht dekorierte Fassade mit glattem Putz. Das Gebäude mit gotischem Kern wurde zuerst in der Renaissance und dann im 18. Jahrhundert umgebaut. Seit dem Renaissance-Umbau hat das Gebäude das Eingangsportal und das Kreuzgewölbe im Erdgeschoss erhalten. Das architektonische Aussehen wird durch die Verwendung barocker Elemente erzielt. | 45682/4-3652 Info Katalog | Haus „Zum goldenen Löwen“                                     |
| Cheb, náměstí Krále Jiřího z Poděbrad 510/9 (Standort)                             | Adam-Eck-Haus Náměstí Krále Jiřího z Poděbrad 9                                                                  | Bürgerhaus (Adam-Eck-Haus), benannt nach dem Bildschnitzer, Kunsttischler und Intarsienschreiner Adam Eck, dem das Haus in den Jahren 1645–1665 gehörte. Ein dreistöckiges fünfachsiges Haus, ursprünglich ein gotisches Gebäude, das in der Renaissance und später im Barockstil umgebaut wurde. Weitere Umbauten, hauptsächlich im Innenraum, wurden im Empire-Stil vorgenommen. Der letzte Umbau fand in den 1970er Jahren statt, als die Schaufenster und der Haupteingang neu geschaffen wurden. | 16566/4-3612 Info Katalog | Adam-Eck-Haus Náměstí Krále Jiřího z Poděbrad 9               |
| Cheb, náměstí Krále Jiřího z Poděbrad 511/10 (Standort)                            | Haus „Zum schwarzen Adler“ Náměstí Krále Jiřího z Poděbrad 10                                                    | Bürgerhaus, ursprünglich ein Renaissancebau aus der Zeit um 1600, wurde es im 19. und 20. Jahrhundert umgebaut. Das Gebäude zeichnet sich durch eine relativ einfache Fassade aus, wobei die einzigen dekorativen Elemente Stuckfenster sind. In den Jahren 1656–1686 war Gottfried Carlsohn der Eigentümer des Hauses, der hier das Gasthaus „Zum Goldenen Hirsch“ betrieb. Ab 1740/50 gab es eine Apotheke „Zum Schwarzen Adler“, die unter diesem Namen bis zum Ende des Zweiten Weltkriegs existierte. Der Name der jetzigen Drogerie „Zum Engel“ entstand nach der Privatisierung nach 1990. | 16826/4-3653 Info Katalog | Haus „Zum schwarzen Adler“ Náměstí Krále Jiřího z Poděbrad 10 |
| Cheb, náměstí Krále Jiřího z Poděbrad 512/11 (Standort)                            | Haus „Zum Einhorn“                                                                                               | Haus „Zum Einhorn“, benannt nach einem Gasthaus (1539–1556). Dreistöckiges Bürgerhaus in geschlossener Bebauung mit drei Fensterachsen. | 47270/4-3780 Info Katalog | weitere Bilder                                                |
| Cheb, náměstí Krále Jiřího z Poděbrad 513/12 (Standort)                            | Loimann-Haus | Bürgerhaus (genannt Loimann-Haus), benannt nach dem Magistratsrat Anton Josef Loimann (1755–1837), urspr. ein gotischer Bau aus dem 14. Jahrhundert, Renaissance-Umbau im 16. Jahrhundert und barocker Umbau im 18. Jahrhundert. Es ist das zweite von zwei miteinander verbundenen schmalen Häusern auf dem ursprünglichen nur acht Meter breiten Grundstück mit einem gotischen Kern, dessen Fassade im letzten Viertel des 18. Jahrhunderts im Rokoko-Stil umgebaut wurde. Die Verbindung zum Haus Nr. 514 erfolgte nach 1990, als hier ein Restaurant entstand. Die Innenhoffassade ist vierachsig, auf allen Etagen gibt es offene Galerien über der gesamten Breite, im ersten Stock ist der Giebel verlängert und wird von prismatischen Backsteinsäulen getragen. | 17990/4-3613 Info Katalog | weitere Bilder                                                |
| Cheb, náměstí Krále Jiřího z Poděbrad 514/13 (Standort)                            | Brentano-Haus | Bürgerhaus (genannt Brentano-Haus), benannt nach dem Kaufmann Anton Brentano (1712–1735). Hier wurde 1721 vom Egerer Landtag die Pragmatische Sanktion anerkannt. Zweistöckiges Wohnhaus in geschlossener Bebauung mit sechs Achsen und einer Fassade im Barockstil. Das ursprüngliche Renaissancegebäude wurde in der Barockzeit umgebaut, weitere Umbauten erfolgten im 19. Jahrhundert. Während der Rekonstruktion im 20. Jahrhundert wurde das Haus im Inneren mit dem Nachbarhaus verbunden und in Büros umgewandelt. | 30877/4-3654 Info Katalog | weitere Bilder                                                |
| Cheb, náměstí Krále Jiřího z Poděbrad 1/14 (Standort)                              | Altes Rathaus (Stará radnice)                                                                                    | Altes Rathaus, der Rest des mittelalterlichen Rathauses, in geschlossener Bebauung am Hauptplatz der Stadt, zu dem die Fassade mit neun Fensterachsen zeigt. Der Kern des Gebäudes ist gotisch, im 18. und 19. Jahrhundert wurde es umgebaut. Das Gebäude ist ein wesentlicher Bestandteil des Denkmalschutzgebiets der Stadt. | 23424/4-3589 Info Katalog | Altes Rathaus (Stará radnice)                                 |
| Cheb, náměstí Krále Jiřího z Poděbrad 10/16, Mincovní (Standort)                   | Neues Rathaus (Nová radnice)                                                                                     | Neues Rathaus. Zweistöckiges Barockgebäude mit sieben Fensterachsen von 1722–1729 nach einem Projekt von Giovanni Battista Alliprandi (1665–1720) erbaut. Das dominierende Element des zweistöckigen Gebäudes ist der asymmetrisch angeordnete Glockenturm. Der Turm wurde erst im 19. Jahrhundert errichtet. Das Erdgeschoss besitzt zwei steinerne Portale ist mit Gewölben versehen, eine Treppe mit Steingeländer und Freskendecke führt in die oberen Räume, wo sich Statuen des Herkules und des hl. Joseph mit dem Jesusknaben befinden. Über den Türen, die vom zweiflügeligen Korridor zu den Zimmern führen, befinden sich Stuck-Supraporten mit Kartuschen. Das Gebäude weist die ursprüngliche Vergitterung der Fenster und des Eingangsportals auf. Das Dach des Gebäudes hat zwei Dachgaubenreihen. | 26872/4-3590 Info Katalog | weitere Bilder                                                |
| Cheb, náměstí Krále Jiřího z Poděbrad 2/17 (Standort)                              | Schillerhaus | Schillerhaus, zweistöckiges Stadthaus in geschlossener Bebauung, Backsteinhaus, Fassade mit Keramikfliesen, mit Giebeldach und Dachgauben an der Ostseite des Platzes. Dreiachsige Straßenfassade, Fenster mit steinernen Renaissance-Rahmen. Das Erdgeschoss ist zeitgenössisch umgestaltet. Die erste Erwähnung des Hauses stammt vom Ende des 14. Jahrhunderts sowie über einen Fachwerkbau aus dem Jahr 1538. Der urspr. Name war „Metternich-Haus“ (benannt nach dem Besitzer), später war hier die Gastwirtschaft „Zum Goldenen Hirsch“ untergebracht. In diesem Haus wohnten die Kaiser Karl V. (1500–1558) und Leopold I. (1640–1705) sowie der Dichter Friedrich Schiller (1759–1805). In der Brüstung des mittleren Fensters im ersten Stock befindet sich eine Gedenktafel aus dem 19. Jahrhundert mit einem Schild von 1579. Zwischen den Fenstern des ersten Stocks befinden sich Gedenktafeln aus dem 19. Jahrhundert zum Aufenthalt Schillers und des Komponisten Wenzel Heinrich Veit (1806–1864). | 29856/4-3640 Info Katalog | Schillerhaus                                                  |
| Cheb, náměstí Krále Jiřího z Poděbrad 3/18 (Standort)                              | Stadthaus Náměstí Krále Jiřího z Poděbrad 18                                                                     | Zweistöckige Stadthaus in geschlossener Bebauung mit sechs Fensterachsen zum Platz, der Kern des Hauses ist gotisch. Das bestimmende Erscheinungsbild des Hauses stammt aus dem Umbau in der Barockzeit. Während der Sanierung im 20. Jahrhundert wurde das Haus modernisiert. | 25653/4-3591 Info Katalog | weitere Bilder                                                |
| Cheb, náměstí Krále Jiřího z Poděbrad 4/19 (Standort)                              | Stadthaus Náměstí Krále Jiřího z Poděbrad 19                                                                     | Stadthaus (genannt Kobrtsch-Gschihay-Haus), Egerer Verlagshaus seit 1834. Zweistöckiges Stadthaus mit fünf Fensterachsen und barocker Fassade sowie Satteldach mit Dachgauben. Die Seite zur Školní-Straße hat vier Fensterachsen. Ursprünglich ein gotisches Gebäude, wurde es im 18. Jahrhundert im Barockstil umgebaut, kleinere Änderungen folgten im 19. Jahrhundert. Während der Sanierung des Stadtzentrums im 20. Jahrhundert fand ein moderner Wiederaufbau statt. | 42032/4-3641 Info Katalog | Stadthaus Náměstí Krále Jiřího z Poděbrad 19                  |
| Cheb, Svobody 7/1, náměstí Krále Jiřího z Poděbrad 7/22 (Standort)                 | Dietrich-Haus | Bürgerhaus (genannt Dietrich-Haus), benannt nach Georg Dietrich (1531). Freistehendes zweistöckiges Haus am Beginn der Svoboda-Straße, Hauptfassade mit 11 Fensterachsen und einem architektonisch akzentuierten Mittelrisalit. Ursprünglich unter dem Namen „Haus der öffentlichen Unternehmen der Stadt Cheb“ registriert. | 41635/4-3667 Info Katalog | weitere Bilder                                                |
| Cheb, náměstí Krále Jiřího z Poděbrad 12/25, (Březinova 12/1) (Standort)           | Otto-Haus | Bürgerhaus (genannt Otto-Haus). Besitzer: Georg Adam Otto. Eckhaus an der Ecke des Stadtplatzes zur Březinova-Straße. Die heutige Form stammt aus der Mitte des 19. Jahrhunderts, die Ausführung (nach 1845) wird dem Egerer Baumeister Adam Haberzettl (1816–1871) zugeschrieben. | 24316/4-4505 Info Katalog | Otto-Haus                                                     |
| Cheb, náměstí Krále Jiřího z Poděbrad 471/26, Březinova (Standort)                 | Haus „Zu den zwei Erzherzögen“                                                                                   | Haus „Zu den zwei Erzherzögen“ (auch „Zu den zwei Prinzen“). Hier befand sich seit 1531 das älteste Gasthaus der Stadt namens „Zum schwarzen Rössel“. Die Umbenennung erfolgte wegen der Übernachtung (1806) der beiden Erzherzöge Johann von Österreich (1782–1859) und Ludwig von Österreich (1784–1864). Ein zweistöckiges Eckhaus mit reichem barockem Stuckdekor aus der zweiten Hälfte des 18. Jahrhunderts. Beide Fronten des Eckhauses sind fünfachsig, die Hauptfront zeigt zum Stadtplatz, im Erdgeschoss ein halbkreisförmiges Barockportal mit einem markanten Akanthusbogen. Die Fassade wird von einem sechseckigen, fast zylindrischen Erkerfenster und einem großen Porträt dominiert, eingerahmt von einem Baldachin mit der Krone. Der hintere Trakt wurde abgerissen. | 24763/4-3592 Info Katalog | weitere Bilder                                                |
| Cheb, náměstí Krále Jiřího z Poděbrad 472/27 (Standort)                            | Werndl-Haus | Bürgerhaus (genannt Werndl-Haus). Besitzer: Ignaz Maximilian Werndl von Lehenstein (seit 1687), Werndlsches Wappen im Hof, große, gotische Eingangshalle mit gotischem Hofportal. Dreistöckiges Wohnhaus in geschlossener Bebauung mit fünf Fensterachsen und einem hohen Satteldach mit Dachgaube. Der Hoftrakt wurde 1960 abgerissen, es war ein zweistöckiges Gebäude, das um 1400 erbaut wurde. Es war das letzte Beispiel, das die Bebauung der hinteren Teile der Grundstücke für den Zeitraum um 1400 nachweist. Am Eingangsportal befindet sich das Wappen der urspr. Besitzer-Familie Hartini von 1396. | 23530/4-3593 Info Katalog | Werndl-Haus                                                   |
| Cheb, náměstí Krále Jiřího z Poděbrad 473/28 (Standort)                            | Minetti-Haus | Stadthaus (genannt Minetti-Haus). Besitzer ab 1678: Franz Minetti, der das Haus im Jahre 1715 umbauen ließ. Dreistöckiges Stadthaus in geschlossener Bebauung mit vier Fensterachsen und einem steilen Satteldach. Die Fassade ist glatt, unartikuliert. Hinter dem Haus befindet sich ein Hoftrakt mit einem steinernen Portal im Erdgeschoss und einem Kreuzgratgewölbe mit einer zentralen Säule. | 25507/4-3642 Info Katalog | Minetti-Haus                                                  |
| Cheb, náměstí Krále Jiřího z Poděbrad 474/29 (Standort)                            | Martini-Haus Náměstí Krále Jiřího z Poděbrad 29                                                                  | Martini-Haus, benannt nach Johann Philipp Martini, Bürgermeister († 1700). Dreistöckiges Wohnhaus in geschlossener Bebauung mit vier Fensterachsen, Satteldach mit Dachgauben, im Kern aus der Renaissancezeit, frühbarock umgebaut, mit einer Fassade im klassizistischen Stil vom Ende des 18. Jahrhunderts. Das Haus bildete ursprünglich eine Einheit mit dem angrenzenden Haus Nr. 475. Im Erdgeschoss links befindet sich ein Restaurant, das mit dem nächsten Haus Nr. 473 verbunden ist. Geburtshaus des Pianisten Rudolf Serkin (1903–1991) mit einer Gedenktafel. | 34481/4-3643 Info Katalog | Martini-Haus Náměstí Krále Jiřího z Poděbrad 29               |
| Cheb, náměstí Krále Jiřího z Poděbrad 475/30, Jateční (Standort)                   | Haus „Am scharfen Eck“ (Dům Ostrý roh)                                                                           | Haus „Am scharfen Eck“, ehem. Junckersches Geschlechterhaus mit Wappen von 1396, Aufenthalt des Königs Georg von Podiebrad (1459 und 1461). Dreistöckiges Eckhaus (Backsteingebäude) mit Satteldach. Zum Stadtplatz mit zwei Fensterachsen und zur Jateční-Straße mit sieben Fensterachsen. Seit 1396 im Familienbesitz der Familie Junker (Schild von 1396), Umbau in der Barockzeit, größere Innenrekonstruktion um 1960. Im Hausflur befindet sich eine Tafel mit dem Wappen des Juncker Familie von 1609. Der Hofflügel mit spätgotischem Portal wurde 1952 abgerissen. | 46060/4-3644 Info Katalog | weitere Bilder                                                |
| Cheb, Jateční 476/2, náměstí Krále Jiřího z Poděbrad 476/31 (Standort)             | Limbeckhaus (auch Bigatto-Haus)                                                                                  | Limbeckhaus (auch Bigatto-Haus). Bürgerhaus, Besitzer: Familie Bigatto (1656), Johann Adam Limbeck (1747), ab 1793 Maxmilian Limbeck, Ritter von Lilienau. Mächtiges Eckhaus zur Jateční-Straße mit hohem Steildach und drei Gaubenreihen, dessen Hauptfassade mit fünf Fensterachsen zum Stadtplatz zeigt. Die Fassade zur Jateční-Straße ähnelt der Fassade auf dem Platz. Der barocke Umbau gab dem Gebäude sein heutiges Aussehen, weitere Umbauten im 19. und 20. Jahrhundert. | 27625/4-3594 Info Katalog | weitere Bilder                                                |
| Cheb, náměstí Krále Jiřího z Poděbrad 477/32 (Standort)                            | Haus „Zum schwarzen Bären“                                                                                       | Das Bürgerhaus „Zum schwarzen Bären“ besteht seit dem Ende des 13. Jahrhunderts, wie die Überreste gotischer Fensterprofile belegen. Nach dem Umbau in der Renaissancezeit wurde es seit 1556 als Gasthaus genutzt. Der große Saal des Gasthauses diente in der ersten Hälfte des 16. Jahrhunderts als Sitzungsort des Egerer Landtags. Die Benennung „Zum Schwarzen Bären“ erscheint erstmals 1669, als Michael Widtmann das Haus erworben hat, der hier ein Postamt einrichtete und 1719 als erster Postmeister von Eger starb. Die Post befand sich bis 1755 an dieser Stelle. | 14667/4-3595 Info Katalog | Haus „Zum schwarzen Bären“                                    |
| Cheb, náměstí Krále Jiřího z Poděbrad 478/33 (Standort)                            | Grüner-Haus Náměstí Krále Jiřího z Poděbrad 33                                                                   | Bürgerhaus (sogenanntes Grüner-Haus) in geschlossener Bebauung mit einem Renaissancekern aus dem 16. Jahrhundert, in der Barockzeit und im 19. Jahrhundert umgebaut. Die Kartusche von 1713 an der Fassade erinnert an den barocken Umbau für die Familie Werndl von Lehenstein, mehrfach Bürgermeister. Es war damals eines der ersten Barockhäuser der Stadt und später Wohnhaus des Mineralogen und Ethnologen Joseph Sebastian Grüner (1780–1864), bei dem auch Goethe zu Gast war (Gedenktafel zwischen den Fenstern im 1. Stock). | 15454/4-3645 Info Katalog | weitere Bilder                                                |
| Cheb, náměstí Krále Jiřího z Poděbrad 479/34 (Standort)                            | Löwy-Haus | Bürgerhaus (genannt Löwy-Haus). Dreistöckiges Wohnhaus in geschlossener Bebauung mit drei Fensterachsen. Der Kern des Gebäudes stammt aus der Renaissance, aber sein heutiges Aussehen wird durch Umbau aus der zweiten Hälfte des 19. Jahrhunderts bestimmt. | 14849/4-3646 Info Katalog | Löwy-Haus                                                     |
| Cheb, Provaznická 480/1, (náměstí Krále Jířího z Poděbrad 480/35) (Standort)       | Wildenauer-Haus                                                                                                  | Wildenauer-Haus, benannt nach der Familie Wildenauer. Zweistöckiges Eckhaus mit vier Fensterachsen, Satteldach mit hohen Dachgauben. Das heutige Aussehen mit Barockfassade stammt vom Umbau im 18. Jahrhundert. Durchfahrt zur Provaznická-Straße. | 27158/4-3596 Info Katalog | Wildenauer-Haus                                               |
| Cheb, náměstí Krále Jiřího z Poděbrad 481/36, Provaznická (Standort)               | Schlick-Haus | Bürgerhaus (Schlick-Haus). Schlicksches Geschlechterhaus, Besitzer: Schlick von Lasan auf Seeberg. Dreistöckiges Eckhaus mit vier Fensterachsen und Satteldach mit zwei Backsteingauben. Im ersten Stock befindet sich zwischen den Fenstern ein Wappen mit dem Datum von 1630. Um 1840 Umbau im Spät-Empire-Stil. Das heutige Aussehen des Gebäudes resultiert aus dem Umbau in der zweiten Hälfte des 20. Jahrhunderts. | 30406/4-3647 Info Katalog | Schlick-Haus                                                  |
| Cheb, náměstí Krále Jiřího z Poděbrad 482/37 (Standort)                            | Bürgerhaus Náměstí Krále Jiřího z Poděbrad 37                                                                    | Dreistöckiges Wohnhaus in geschlossener Bebauung mit fünf Fensterachsen und Satteldach mit sechs Dachgauben. Die Fassade ist durch Pilaster unterteilt, die sie in zwei ungleiche Teile unterteilt. | 36290/4-3648 Info Katalog | Bürgerhaus Náměstí Krále Jiřího z Poděbrad 37                 |
| Cheb, Kostelní náměstí 187/13 (Standort)                                           | Kirche St. Nikolaus und St. Elisabeth                                                                            | Die monumentale Nikolauskirche wurde ursprünglich in den 1220er Jahren als romanische Basilika erbaut. Nach dem Brand der Stadt im Jahr 1270 wurde sie im gotischen Stil umgebaut und erweitert, weitere Umbauten erfolgten in der zweiten Hälfte des 15. Jahrhunderts. Einzeldenkmale sind: - Kirche des hl. Nikolaus - barocke zweiarmige Wendeltreppe mit Statuen der Unbefleckten Jungfrau Maria, des Erzengels Michael, des hl. Georg, des hl. Konstantin des Großen und des hl. Innozenz - Terrasse auf dem Gelände eines ehemaligen Friedhofs - Einfriedung | 19124/4-3633 Info Katalog | weitere Bilder                                                |
| Cheb, Kostelní náměstí (Standort)                                                  | Skulpturengruppe (Sousoší)                                                                                       | Skulpturengruppe. Doppelläufige Treppenanlage mit Maria Immaculata und den Heiligen: Erzengel Michael, hl. Georg, hl. Konstantin der Große und hl. Innozenz unterhalb der Stadtpfarrkirche St. Nikolaus in Cheb (Eger). | 25808/4-4169 Info Katalog | Skulpturengruppe (Sousoší)                                    |
| Cheb, Kostelní náměstí 185/14, Školní (Standort)                                   | Schule Kostelní náměstí 14                                                                                       | Klassizistischer Bau, errichtet als Gymnasium (um 1830), jetzt eine Grundschule | 14783/4-4507 Info Katalog | Schule Kostelní náměstí 14                                    |
| Cheb, Kostelní náměstí 188/15, Školní (Standort)                                   | Erzdekanat (Arciděkanství)                                                                                       | Dekanat bzw. Erzdekanat | 23556/4-3724 Info Katalog | Erzdekanat (Arciděkanství)                                    |
| Cheb, Kostelní náměstí 189/16 (Standort)                                           | Bürgerhaus Kostelní náměstí 16                                                                                   | Bürgerhaus | 30766/4-3725 Info Katalog | Bürgerhaus Kostelní náměstí 16                                |
| Cheb, Kostelní 505/2, Kostelní náměstí (Standort)                                  | Bürgerhaus Kostelní 2                                                                                            | Bürgerhaus | 23039/4-3729 Info Katalog | Bürgerhaus Kostelní 2                                         |
| Cheb, Kostelní náměstí 190/4 (Standort)                                            | Bürgerhaus Kostelní náměstí 4                                                                                    | Bürgerhaus | 36709/4-4508 Info Katalog | Bürgerhaus Kostelní náměstí 4                                 |
| Cheb, Kostelní náměstí 192/6 (Standort)                                            | Bürgerhaus Kostelní náměstí 6                                                                                    | Bürgerhaus | 31097/4-3726 Info Katalog | Bürgerhaus Kostelní náměstí 6                                 |
| Cheb, Kostelní schody 209/1, Kamenná, Kostelní náměstí (Standort)                  | Bürgerhaus Kostelní schody 1                                                                                     | Bürgerhaus | 20872/4-3707 Info Katalog | weitere Bilder                                                |
| Cheb, Kostelní náměstí 193/8, Kostelní schody (Standort)                           | Bürgerhaus Kostelní náměstí 8                                                                                    | Bürgerhaus | 45469/4-3727 Info Katalog | Bürgerhaus Kostelní náměstí 8                                 |
| Cheb, Kostelní náměstí 194/9 (Standort)                                            | Bürgerhaus Kostelní náměstí 9                                                                                    | Bürgerhaus | 25260/4-3728 Info Katalog | Bürgerhaus Kostelní náměstí 9                                 |
| Cheb, Kamenná 489/1 (Standort)                                                     | Hornig-Haus | Bürgerhaus (genannt Hornig-Haus), ehem. Blechschmid-Haus, benannt nach dem Stadtarzt Mathes Hornig, der als erster die Heilwirkung der Franzensquelle beschrieben hat. | 17444/4-3711 Info Katalog | weitere Bilder                                                |
| Cheb, Kamenná 219/5, Dominikánská, Jánské náměstí (Standort)                       | Dominikanerkloster mit der Kirche des hl. Wenzel (Dominikánský klášter s kostelem svatého Václava)               | Dominikanerkloster mit der Kirche des hl. Wenzel | 30126/4-3712 Info Katalog | weitere Bilder                                                |
| Cheb, Kamenná 220/7 (Standort)                                                     | Bürgerhaus Kamenná 7                                                                                             | Bürgerhaus | 46169/4-3714 Info Katalog | weitere Bilder                                                |
| Cheb, Kamenná 221/9 (Standort)                                                     | Bürgerhaus Kamenná 9                                                                                             | Bürgerhaus | 25673/4-3715 Info Katalog | Bürgerhaus Kamenná 9                                          |
| Cheb, za domem Kamenná 221/9 (Standort)                                            | Wasserbecken hinter dem Haus Nr. 221                                                                             | Wasserbecken, grob bearbeitetes Granitbecken vom Ende des 18. oder Anfang des 19. Jahrhunderts im Bereich des Dominikanerklosters, aus einem 90 × 120 × 230 cm großen Steinquader geschlagen. Ursprünglich hat es innerhalb des Klosterkomplexes gestanden, jetzt auf dem unzugänglichen Hof vom Haus Nr. 221. | 44173/4-3781 Info Katalog | BW                                                            |
| Cheb, Kamenná 222/11 (Standort)                                                    | Bürgerhaus Kamenná 11                                                                                            | Bürgerhaus | 20703/4-3716 Info Katalog | weitere Bilder                                                |
| Cheb, Kamenná 223/13, Kollárova (Standort)                                         | Bürgerhaus Kamenná 13                                                                                            | Bürgerhaus | 37850/4-3717 Info Katalog | weitere Bilder                                                |
| Cheb, Kamenná 224/15, Kollárova 224/2 (Standort)                                   | Bürgerhaus Kamenná 15 – Kollárova 2                                                                              | Bürgerhaus | 39992/4-3719 Info Katalog | Bürgerhaus Kamenná 15 – Kollárova 2                           |
| Cheb, Cechovní 225/1, Kamenná 225/17 (Standort)                                    | Bürgerhaus Kamenná 17 – Cechovní 1                                                                               | Bürgerhaus | 25727/4-4169 Info Katalog | Bürgerhaus Kamenná 17 – Cechovní 1                            |
| Cheb, Kamenná 231/21, Cechovní (Standort)                                          | Bürgerhaus Kamenná 21                                                                                            | Bürgerhaus | 18109/4-3666 Info Katalog | Bürgerhaus Kamenná 21                                         |
| Cheb, Křižovnická 99/4, Havlíčkova (Standort)                                      | Ritterkommende mit der Kirche des hl. Bartholomäus (Křižovnická komenda s kostelem svatého Bartoloměje)          | Ritterkommende der Kreuzherren mit dem Roten Stern und die Kirche St. Bartholomäus sowie die Umfassungsmauer. | 30810/4-3635 Info Katalog | weitere Bilder                                                |
| Cheb, Kasární náměstí 110/2, Smetanova (Standort)                                  | Bürgerhaus Kasární náměstí 2                                                                                     | Bürgerhaus | 26909/4-3750 Info Katalog | weitere Bilder                                                |
| Cheb, Kasární náměstí 111/3 (Standort)                                             | Bürgerhaus Kasární náměstí 3                                                                                     | Bürgerhaus | 33316/4-3752 Info Katalog | Bürgerhaus Kasární náměstí 3                                  |
| Cheb, Kasární náměstí 112/4 (Standort)                                             | Bürgerhaus Kasární náměstí 4                                                                                     | Bürgerhaus | 21096/4-3753 Info Katalog | Bürgerhaus Kasární náměstí 4                                  |
| Cheb, Kasární náměstí 115/7 (Standort)                                             | Bürgerhaus Kasární náměstí 7                                                                                     | Bürgerhaus | 45165/4-3754 Info Katalog | Bürgerhaus Kasární náměstí 7                                  |
| Cheb, Smetanova 116/5 (Standort)                                                   | Bürgerhaus Smetanova 5                                                                                           | Bürgerhaus | 41594/4-3755 Info Katalog | Bürgerhaus Smetanova 5                                        |
| Cheb, Smetanova 117/7 (Standort)                                                   | Bürgerhaus Smetanova 7                                                                                           | Bürgerhaus | 17942/4-3756 Info Katalog | Bürgerhaus Smetanova 7                                        |
| Cheb, Komenského sady (Standort)                                                   | Schillerdenkmal                                                                                                  | Schillerdenkmal im Comenius-Park. Das Denkmal besteht aus einer Büste des Dichters aus dem Jahr 1892 und einem Steinsockel. Das Werk des Egerer Bildhauers Karl Wilfert (1847–1916) wurde anlässlich des 100. Jahrestages des Besuchs des Dichters in Eger errichtet. | 20328/4-4513 Info Katalog | weitere Bilder                                                |
| Cheb, Smetanova 200/2, (Kamenná 200/34) (Standort)                                 | Bürgerhaus Smetanova 2                                                                                           | Bürgerhaus | 25536/4-3757 Info Katalog | weitere Bilder                                                |
| Cheb, Kamenná 202/30 (Standort)                                                    | Bürgerhaus Kamenná 30                                                                                            | Bürgerhaus | 26076/4-3705 Info Katalog | weitere Bilder                                                |
| Cheb, Kamenná 203/28 (Standort)                                                    | Bürgerhaus Kamenná 28                                                                                            | Bürgerhaus | 24436/4-3718 Info Katalog | Bürgerhaus Kamenná 28                                         |
| Cheb, Kamenná 208/22, Kostelní schody (Standort)                                   | Bürgerhaus Kamenná 22                                                                                            | Bürgerhaus | 18311/4-3706 Info Katalog | Bürgerhaus Kamenná 22                                         |
| Cheb, Kamenná 210/14 (Standort)                                                    | Bürgerhaus Kamenná 14                                                                                            | Bürgerhaus | 30989/4-3708 Info Katalog | Bürgerhaus Kamenná 14                                         |
| Cheb, Kamenná 211/12 (Standort)                                                    | Bürgerhaus Kamenná 12                                                                                            | Bürgerhaus | 16829/4-3709 Info Katalog | Bürgerhaus Kamenná 12                                         |
| Cheb, Kamenná 212/10 (Standort)                                                    | Bürgerhaus Kamenná 10                                                                                            | Bürgerhaus | 14675/4-4509 Info Katalog | Bürgerhaus Kamenná 10                                         |
| Cheb, Kamenná 213/8 (Standort)                                                     | Bürgerhaus Kamenná 8                                                                                             | Bürgerhaus | 36147/4-3632 Info Katalog | Bürgerhaus Kamenná 8                                          |
| Cheb, Kamenná 214/6 (Standort)                                                     | Bürgerhaus Kamenná 6                                                                                             | Bürgerhaus | 30652/4-3710 Info Katalog | weitere Bilder                                                |
| Cheb, Kollárova 237/3 (Standort)                                                   | Bürgerhaus Kollárova 3                                                                                           | Bürgerhaus | 34000/4-3720 Info Katalog | Bürgerhaus Kollárova 3                                        |
| Cheb, Evropská čp. 238/22 (Standort)                                               | Bürgerhaus Evropská 22                                                                                           | Bürgerhaus, historisches Haus in geschlossener Bebauung in der Evropská-Straße, zu der es eine glatte Fassade mit vier Fensterachsen hat. Das Gebäude stammt aus dem 18. Jahrhundert und wurde im 19. Jahrhundert im Innern und an der Fassade verändert. | 20679/4-3721 Info Katalog | BW                                                            |
| Cheb, Kollárova 239/5 (Standort)                                                   | Bürgerhaus Kollárova 5                                                                                           | Bürgerhaus. Zweistöckiges Wohnhaus in geschlossener Bebauung mit vier Fensterachsen sowie ein Satteldach mit Gauben. | 44174/4-3722 Info Katalog | Bürgerhaus Kollárova 5                                        |
| Cheb, Kollárova 240/7 (Standort)                                                   | Bürgerhaus Kollárova 7                                                                                           | Bürgerhaus | 14569/4-3723 Info Katalog | Bürgerhaus Kollárova 7                                        |
| Cheb, Cechovní 241/9, Jánské náměstí (Standort)                                    | Bürgerhaus Cechovní 9                                                                                            | Bürgerhaus | 27162/4-3690 Info Katalog | weitere Bilder                                                |
| Cheb, Cechovní 227/6 (Standort)                                                    | Bürgerhaus Cechovní 6                                                                                            | Bürgerhaus | 18642/4-3663 Info Katalog | Bürgerhaus Cechovní 6                                         |
| Cheb, Mikulašská 226/2, Cechovní (Standort)                                        | Bürgerhaus Mikulášská 2                                                                                          | Bürgerhaus | 30449/4-3662 Info Katalog | Bürgerhaus Mikulášská 2                                       |
| Cheb, Jánské náměstí 259/2 (Standort)                                              | Bürgerhaus Jánské náměstí 2                                                                                      | Bürgerhaus | 21527/4-3691 Info Katalog | Bürgerhaus Jánské náměstí 2                                   |
| Cheb, Jánské náměstí 260/3 (Standort)                                              | Bürgerhaus Jánské náměstí 3                                                                                      | Bürgerhaus | 31552/4-3692 Info Katalog | weitere Bilder                                                |
| Cheb, Jánské náměstí 261/4 (Standort)                                              | Bürgerhaus Jánské náměstí 4                                                                                      | Bürgerhaus | 28838/4-3693 Info Katalog | weitere Bilder                                                |
| Cheb, Jánské náměstí 266/6, Dominikánská (Standort)                                | Bürgerhaus Jánské náměstí 6                                                                                      | Bürgerhaus | 18747/4-3694 Info Katalog | weitere Bilder                                                |
| Cheb, Jánské náměstí 267/7 (Standort)                                              | Bürgerhaus Jánské náměstí 7                                                                                      | Bürgerhaus | 19205/4-3628 Info Katalog | Bürgerhaus Jánské náměstí 7                                   |
| Cheb, Jánské náměstí 271/12 (Standort)                                             | Bürgerhaus Jánské náměstí 12                                                                                     | Bürgerhaus | 20945/4-4510 Info Katalog | Bürgerhaus Jánské náměstí 12                                  |
| Cheb, Jánské náměstí 272/13 (Standort)                                             | Bürgerhaus Jánské náměstí 13                                                                                     | Bürgerhaus | 14108/4-4511 Info Katalog | Bürgerhaus Jánské náměstí 13                                  |
| Cheb, Jánské náměstí 273/14, Mlýnská (Standort)                                    | Bürgerhaus Jánské náměstí 14                                                                                     | Bürgerhaus | 22154/4-3695 Info Katalog | Bürgerhaus Jánské náměstí 14                                  |
| Cheb, Jánské náměstí 256/15, Mlýnská (Standort)                                    | Bürgerhaus Jánské náměstí 15                                                                                     | Bürgerhaus | 33428/4-3627 Info Katalog | Bürgerhaus Jánské náměstí 15                                  |
| Cheb, Mlýnská, Hradní (Standort)                                                   | Bildstock (Boží muka)                                                                                            | Bildstock | 14381/4-3731 Info Katalog | weitere Bilder                                                |
| Cheb, Dobrovského 76/15 (Standort)                                                 | Bürgerhaus Dobrovského 15                                                                                        | Bürgerhaus | 30695/4-4053 Info Katalog | Bürgerhaus Dobrovského 15                                     |
| Cheb, Dobrovského 77/17 (Standort)                                                 | Bürgerhaus Dobrovského 17                                                                                        | Bürgerhaus | 33561/4-4054 Info Katalog | Bürgerhaus Dobrovského 17                                     |
| Cheb, Dobrovského 78/19 (Standort)                                                 | Bürgerhaus Dobrovského 19                                                                                        | Bürgerhaus | 19596/4-4055 Info Katalog | Bürgerhaus Dobrovského 19                                     |
| Cheb, Dobrovského 2062/21 (Standort)                                               | Burg Eger (Hrad Cheb)                                                                                            | Burg Eger, teilweise Ruinen. - Schwarzer Turm, Befestigungen mit Bastionen, Kasematten - Kapelle des hl. Erhard, des hl. Martin und der hl. Ursula - Ruine des Pfalzpalastes, Fundamente des Gordon.Hauses - Befestigungen mit Bastionen - Überreste einer slawischen befestigten Siedlung - Brücke | 23220/4-3626 Info Katalog | weitere Bilder                                                |
| Cheb, Úzká 376/2, Dominikánská (Standort)                                          | Bürgerhaus Úzká 2                                                                                                | Bürgerhaus | 38524/4-3759 Info Katalog | Bürgerhaus Úzká 2                                             |
| Cheb, Jakubská 370/8, Úzká (Standort)                                              | Bürgerhaus Jakubská 8                                                                                            | Bürgerhaus | 39897/4-3758 Info Katalog | Bürgerhaus Jakubská 8                                         |
| Cheb, Růžová 369/3, Jakubská (Standort)                                            | Bürgerhaus Růžová 3                                                                                              | Bürgerhaus | 23954/4-3742 Info Katalog | Bürgerhaus Růžová 3                                           |
| Cheb, Růžová pův. 361/10 (Standort)                                                | Bürgerhaus Růžová 10                                                                                             | Bürgerhaus. Zweistöckiges Wohnhaus in geschlossener Bebauung. Die romanische Mauer verläuft hinter dem Haus. | 41749/4-3741 Info Katalog | weitere Bilder                                                |
| Cheb, Růžová 360/10a (Standort)                                                    | Bürgerhaus Růžová 10a                                                                                            | Bürgerhaus, historisches Haus in geschlossener Bebauung mit barocker Fassade. Das Erdgeschoss weist zwei Eingänge auf. In der rechten Achse befindet sich anstelle des urspr. Eingangs heute ein Fenster. | 36007/4-3740 Info Katalog | weitere Bilder                                                |
| Cheb, Růžová 359/12, Trčky z Lípy (Standort)                                       | Bürgerhaus Růžová 12                                                                                             | Bürgerhaus | 22519/4-3739 Info Katalog | weitere Bilder                                                |
| Cheb, Růžová 355/16 (Standort)                                                     | Bürgerhaus Růžová 16                                                                                             | Bürgerhaus | 14453/4-3738 Info Katalog | Bürgerhaus Růžová 16                                          |
| Cheb, Růžový kopeček (Standort)                                                    | Brunnen mit Nikolausstatue                                                                                       | Brunnen mit Nikolausstatue | 16043/4-3751 Info Katalog | weitere Bilder                                                |
| Cheb, Růžový kopeček 354/7 (Standort)                                              | Bürgerhaus Růžový kopeček 7                                                                                      | Bürgerhaus | 44921/4-3745 Info Katalog | weitere Bilder                                                |
| Cheb, Růžový kopeček 353/6 (Standort)                                              | Bürgerhaus Růžový kopeček 6                                                                                      | Bürgerhaus | 32120/4-3744 Info Katalog | Bürgerhaus Růžový kopeček 6                                   |
| Cheb, Dobrovského 70/1 (Standort)                                                  | Bürgerhaus Dobrovského 1                                                                                         | Bürgerhaus | 45780/4-3682 Info Katalog | Bürgerhaus Dobrovského 1                                      |
| Cheb, Růžový kopeček 394/8, Růžová (Standort)                                      | Bürgerhaus Růžový kopeček 8                                                                                      | Bürgerhaus | 34213/4-3746 Info Katalog | Bürgerhaus Růžový kopeček 8                                   |
| Cheb, Růžový kopeček 395/9 (Standort)                                              | Bürgerhaus Růžový kopeček 9                                                                                      | Bürgerhaus | 36539/4-3747 Info Katalog | Bürgerhaus Růžový kopeček 9                                   |
| Cheb, Růžový kopeček 397/11 (Standort)                                             | Bürgerhaus Růžový kopeček 11                                                                                     | Bürgerhaus | 37729/4-3748 Info Katalog | Bürgerhaus Růžový kopeček 11                                  |
| Cheb, Růžový kopeček 398/12 (Standort)                                             | Bürgerhaus Růžový kopeček 12                                                                                     | Bürgerhaus | 22955/4-3749 Info Katalog | Bürgerhaus Růžový kopeček 12                                  |
| Cheb, Růžový kopeček 65/1 (Standort)                                               | Bürgerhaus Růžový kopeček 1                                                                                      | Bürgerhaus | 17317/4-3743 Info Katalog | Bürgerhaus Růžový kopeček 1                                   |
| Cheb, Hradební 62/2 (Standort)                                                     | Bürgerhaus Hradební 2                                                                                            | Bürgerhaus, das neogotische zweistöckige Bürgerhaus steht mit seiner schmaleren Seite in der Hradební-Straße. Ein Teil des Gebäudes diente ursprünglich als Kapelle. Auf dem Dreiecksgiebel befindet sich ein gotisches Fenster, unter dem sich ein Inschriftenband „Erbauet 1900“ hinzieht. | 38775/4-4116 Info Katalog | Bürgerhaus Hradební 2                                         |
| Cheb, Hradební 63/2 (?) (Standort)                                                 | Bürgerhaus Hradební 2                                                                                            | Bürgerhaus | 38775/4-4116 Info Katalog | Bürgerhaus Hradební 2                                         |
| Cheb, Hradební 61/4 (Standort)                                                     | Bürgerhaus Hradební 4                                                                                            | Bürgerhaus | 32491/4-4115 Info Katalog | Bürgerhaus Hradební 4                                         |
| Cheb, Hradební 60/6 (Standort)                                                     | Bürgerhaus Hradební 6                                                                                            | Bürgerhaus | 38775/4-4116 Info Katalog | Bürgerhaus Hradební 6                                         |
| Cheb, Hradební 59/8 (Standort)                                                     | Bürgerhaus Hradební 8                                                                                            | Bürgerhaus mit klassizistischer Fassade | 32491/4-4115 Info Katalog | Bürgerhaus Hradební 8                                         |
| Cheb, Hradební 58/10 (Standort)                                                    | Bürgerhaus Hradební 10                                                                                           | Bürgerhaus mit einem halbkreisförmigen Portal auf der rechten äußeren Achse und einem Wappen. Das Wappen stammt aus dem 18. Jahrhundert und wurde von einem anderen Gebäude hierher verlegt. | 39717/4-4114 Info Katalog | Bürgerhaus Hradební 10                                        |
| Cheb, Hradební 615/15, Obrněné brigády 615/1 (Standort)                            | Kreuzinger-Bibliothek (Kreuzingerova lidová knihovna)                                                            | Kreuzinger-Bibliothek, errichtet 1909–1911, benannt nach dem Unternehmer Dominik Kreuzinger (1856–1903), Architekt: Max von Loos | 103839 Info Katalog       | weitere Bilder                                                |
| Cheb, Hradební 51/11 (Standort)                                                    | Städtische Waffenkammer (Zbrojnice Městský dvůr)                                                                 | Städtischer Hof (Arsenal, Zeughaus), urspr. Waffenkammer von 1551, um 1700 Umbau zu Getreidespeichern. Dreiflügeliger Komplex um einen tiefen rechteckigen Innenhof. Die Vorderseite des Hauses entlang der Straße ist die alte Waffenkammer (datiert auf der Fassade von 1551). | 30404/4-3625 Info Katalog | weitere Bilder                                                |
| Cheb, Hradební 46/1, Dlouhá (Standort)                                             | Bürgerhaus Hradební 1                                                                                            | Bürgerhaus | 45022/4-3674 Info Katalog | Bürgerhaus Hradební 1                                         |
| Cheb, Dlouhá 45/4 (Standort)                                                       | Bürgerhaus Dlouhá 4                                                                                              | Bürgerhaus | 19877/4-3673 Info Katalog | Bürgerhaus Dlouhá 4                                           |
| Cheb, Dlouhá 43/8 (Standort)                                                       | Bürgerhaus Dlouhá 8                                                                                              | Bürgerhaus | 31069/4-3672 Info Katalog | Bürgerhaus Dlouhá 8                                           |
| Cheb, Dlouhá 42/10 (Standort)                                                      | Bürgerhaus Dlouhá 10                                                                                             | Bürgerhaus | 46690/4-3671 Info Katalog | Bürgerhaus Dlouhá 10                                          |
| Cheb, Dlouhá 41/12 (Standort)                                                      | Bürgerhaus Dlouhá 12                                                                                             | Bürgerhaus | 37912/4-3670 Info Katalog | Bürgerhaus Dlouhá 12                                          |
| Cheb, Dlouhá 515/14 (Standort)                                                     | Bürgerhaus Dlouhá 14                                                                                             | Bürgerhaus | 20565/4-3681 Info Katalog | Bürgerhaus Dlouhá 14                                          |
| Cheb, Dlouhá 40/16 (Standort)                                                      | Bürgerhaus Dlouhá 16                                                                                             | Bürgerhaus | 22391/4-3669 Info Katalog | Bürgerhaus Dlouhá 16                                          |
| Cheb, Dlouhá 39/18 (Standort)                                                      | Bürgerhaus Dlouhá 18                                                                                             | Bürgerhaus | 28577/4-3618 Info Katalog | Bürgerhaus Dlouhá 18                                          |
| Cheb, Dlouhá 38/20 (Standort)                                                      | Bürgerhaus Dlouhá 20                                                                                             | Bürgerhaus | 35654/4-3783 Info Katalog | Bürgerhaus Dlouhá 20                                          |
| Cheb, Františkánské náměstí 36/4 (Standort)                                        | Bürgerhaus Františkánské náměstí 4                                                                               | Bürgerhaus | 24761/4-3685 Info Katalog | Bürgerhaus Františkánské náměstí 4                            |
| Cheb, Františkánské náměstí 35/6 (Standort)                                        | Bürgerhaus Františkánské náměstí 6                                                                               | Bürgerhaus | 30176/4-3684 Info Katalog | Bürgerhaus Františkánské náměstí 6                            |
| Cheb, Františkánské náměstí 33/10 (Standort)                                       | Bürgerhaus Františkánské náměstí 10                                                                              | Bürgerhaus | 35690/4-3683 Info Katalog | Bürgerhaus Františkánské náměstí 10                           |
| Cheb, Františkánské náměstí 32/12 (Standort)                                       | Franziskanerkloster mit der Kirche Mariä Verkündigung (Františkánský klášter s kostelem Nanebevzetí Panny Marie) | Franziskanerkloster mit der Kirche Mariä Verkündigung: - Kirche - Statue von Konstantin dem Großen - Konventshaus Nr. 32 - Brunnen | 33654/4-3623 Info Katalog | weitere Bilder                                                |
| Cheb, Františkánské náměstí 30/1, 84/3, 85/5, 19/7, 31/16, Dlouhá 30/24 (Standort) | Klarissenkloster mit der Kirche der hl. Clara (Klášter klarisek s kostelem svaté Kláry)                          | Klarissenkloster mit der Kirche der hl. Clara: - Konventsgebäude I – Bezirksarchiv Nr. 31 - Konventsgebäude II – Südostflügel Nr. 19 - Wohngebäude Nr. 84 - Getreidespeicher, Dlouhá 30/24 - Kirche der hl. Clara | 37952/4-3621 Info Katalog | weitere Bilder                                                |
| Cheb, Dlouhá 27/30 (Standort)                                                      | Bürgerhaus Dlouhá 30                                                                                             | Bürgerhaus | 16625/4-3617 Info Katalog | Bürgerhaus Dlouhá 30                                          |
| Cheb, Dlouhá 26/32 (Standort)                                                      | Bürgerhaus Dlouhá 32                                                                                             | Bürgerhaus | 38593/4-3668 Info Katalog | Bürgerhaus Dlouhá 32                                          |
| Cheb, Dlouhá 25/34 (Standort)                                                      | Bürgerhaus Dlouhá 34                                                                                             | Bürgerhaus | 16325/4-3616 Info Katalog | Bürgerhaus Dlouhá 34                                          |
| Cheb, Dlouhá 24/36 (Standort)                                                      | Bürgerhaus Dlouhá 36                                                                                             | Bürgerhaus | 45453/4-3615 Info Katalog | Bürgerhaus Dlouhá 36                                          |
| Cheb, Dlouhá 23/38, 26. dubna (Standort)                                           | Bürgerhaus Dlouhá 38                                                                                             | Bürgerhaus | 19304/4-3614 Info Katalog | Bürgerhaus Dlouhá 38                                          |
| Cheb, Dlouhá 462/27, Jateční (Standort)                                            | Bürgerhaus Dlouhá 27                                                                                             | Bürgerhaus | 20814/4-3680 Info Katalog | Bürgerhaus Dlouhá 27                                          |
| Cheb, Jateční 447/18, Dlouhá 447/25 (Standort)                                     | Bürgerhaus Jateční 18 – Dlouhá 25                                                                                | Bürgerhaus | 14295/4-3629 Info Katalog | Bürgerhaus Jateční 18 – Dlouhá 25                             |
| Cheb, Dlouhá 444/19 (Standort)                                                     | Bürgerhaus Dlouhá 19                                                                                             | Bürgerhaus | 15577/4-3679 Info Katalog | Bürgerhaus Dlouhá 19                                          |
| Cheb, Dlouhá 443/17, Provaznická (Standort)                                        | Bürgerhaus Dlouhá 17                                                                                             | Bürgerhaus | 23184/4-3678 Info Katalog | Bürgerhaus Dlouhá 17                                          |
| Cheb, Dlouhá 419/9 (Standort)                                                      | Bürgerhaus Dlouhá 9                                                                                              | Bürgerhaus | 21494/4-3677 Info Katalog | Bürgerhaus Dlouhá 9                                           |
| Cheb, Dlouhá 418/7 (Standort)                                                      | Bürgerhaus Dlouhá 7                                                                                              | Bürgerhaus | 15834/4-3676 Info Katalog | Bürgerhaus Dlouhá 7                                           |
| Cheb, Dlouhá 417/5 (Standort)                                                      | Dlouhá 5 | Bürgerhaus | 46824/4-3675 Info Katalog | Dlouhá 5                                                      |
| Cheb, Židovská 399/22, Dlouhá (Standort)                                           | Bürgerhaus Židovská 22                                                                                           | Bürgerhaus | 27329/4-3760 Info Katalog | weitere Bilder                                                |
| Cheb, Židovská 400/20 (Standort)                                                   | Bürgerhaus Židovská 20                                                                                           | Bürgerhaus | 34997/4-3761 Info Katalog | Bürgerhaus Židovská 20                                        |
| Cheb, Židovská 401/18 (Standort)                                                   | Bürgerhaus Židovská 18                                                                                           | Bürgerhaus | 22876/4-3762 Info Katalog | Bürgerhaus Židovská 18                                        |
| Cheb, Židovská 402/16 (Standort)                                                   | Bürgerhaus Židovská 16                                                                                           | Bürgerhaus | 33800/4-3763 Info Katalog | weitere Bilder                                                |
| Cheb, Židovská 403/14 (Standort)                                                   | Bürgerhaus Židovská 14                                                                                           | Bürgerhaus | 39986/4-3764 Info Katalog | Bürgerhaus Židovská 14                                        |
| Cheb, Židovská 407/6 (Standort)                                                    | Bürgerhaus Židovská 6                                                                                            | Bürgerhaus | 27186/4-3765 Info Katalog | weitere Bilder                                                |
| Cheb, Jakubská 409/3 (Standort)                                                    | Bürgerhaus Jakubská 3                                                                                            | Bürgerhaus | 17755/4-3689 Info Katalog | weitere Bilder                                                |
| Cheb, Židovská 410/5 (Standort)                                                    | Bürgerhaus Židovská 5                                                                                            | Bürgerhaus | 32541/4-3766 Info Katalog | Bürgerhaus Židovská 5                                         |
| Cheb, Židovská 411/7 (Standort)                                                    | Bürgerhaus Židovská 7                                                                                            | Bürgerhaus | 36807/4-3767 Info Katalog | Bürgerhaus Židovská 7                                         |
| Cheb, Židovská 412/9 (Standort)                                                    | Bürgerhaus Židovská 9                                                                                            | Bürgerhaus | 16205/4-3768 Info Katalog | Bürgerhaus Židovská 9                                         |
| Cheb, Židovská 414/13, Zavražděných (Standort)                                     | Bürgerhaus Židovská 13                                                                                           | Bürgerhaus | 17723/4-3769 Info Katalog | Bürgerhaus Židovská 13                                        |
| Cheb, Židovská 415/15, Zavražděných (Standort)                                     | Bürgerhaus Židovská 15                                                                                           | Bürgerhaus | 39690/4-3770 Info Katalog | Bürgerhaus Židovská 15                                        |
| Cheb, Židovská 416/17, Dlouhá (Standort)                                           | Bürgerhaus Židovská 17                                                                                           | Bürgerhaus | 16169/4-3771 Info Katalog | Bürgerhaus Židovská 17                                        |
| Cheb, Provaznická 423/20 (Standort)                                                | Provaznická 20                                                                                                   | Bürgerhaus | 35422/4-3736 Info Katalog | Provaznická 20                                                |
| Cheb, Provaznická 425/16, Zavražděných (Standort)                                  | Bürgerhaus Provaznická 16                                                                                        | Bürgerhaus | 17352/4-3737 Info Katalog | Bürgerhaus Provaznická 16                                     |
| Cheb, Provaznická 439/9 (Standort)                                                 | Bürgerhaus Provaznická 9                                                                                         | Bürgerhaus | 35052/4-3732 Info Katalog | Bürgerhaus Provaznická 9                                      |
| Cheb, Provaznická 440/11 (Standort)                                                | Bürgerhaus Provaznická 11                                                                                        | Bürgerhaus | 30533/4-3733 Info Katalog | Bürgerhaus Provaznická 11                                     |
| Cheb, Provaznická 441/13 (Standort)                                                | Bürgerhaus Provaznická 13                                                                                        | Bürgerhaus | 31903/4-3734 Info Katalog | Bürgerhaus Provaznická 13                                     |
| Cheb, Provaznická 442/15 (Standort)                                                | Bürgerhaus Provaznická 15                                                                                        | Bürgerhaus | 46438/4-3735 Info Katalog | Bürgerhaus Provaznická 15                                     |
| Cheb, Jateční 448/16 (Standort)                                                    | Bürgerhaus Jateční 16                                                                                            | Bürgerhaus | 38690/4-3696 Info Katalog | Bürgerhaus Jateční 16                                         |
| Cheb, Jateční 449/14 (Standort)                                                    | Bürgerhaus Jateční 14                                                                                            | Bürgerhaus | 35167/4-3630 Info Katalog | Bürgerhaus Jateční 14                                         |
| Cheb, Jateční 451/10 (Standort)                                                    | Bürgerhaus Jateční 10                                                                                            | Bürgerhaus | 38866/4-3697 Info Katalog | Bürgerhaus Jateční 10                                         |
| Cheb, Jateční 452/8 (Standort)                                                     | Bürgerhaus Jateční 8                                                                                             | Bürgerhaus | 18805/4-3698 Info Katalog | Bürgerhaus Jateční 8                                          |
| Cheb, Jateční 453/6 (Standort)                                                     | Bürgerhaus Jateční 6                                                                                             | Bürgerhaus | 27659/4-3631 Info Katalog | Bürgerhaus Jateční 6                                          |
| Cheb, Jateční 454/4 (Standort)                                                     | Bürgerhaus Jateční 4                                                                                             | Bürgerhaus | 33954/4-3699 Info Katalog | Bürgerhaus Jateční 4                                          |
| Cheb, Jateční 456/3 (Standort)                                                     | Bürgerhaus Jateční 3                                                                                             | Bürgerhaus | 41932/4-3700 Info Katalog | Bürgerhaus Jateční 3                                          |
| Cheb, Jateční 457/5 (Standort)                                                     | Bürgerhaus Jateční 5                                                                                             | Bürgerhaus | 27630/4-3701 Info Katalog | Bürgerhaus Jateční 5                                          |
| Cheb, Jateční 458/7 (Standort)                                                     | Bürgerhaus Jateční 7                                                                                             | Bürgerhaus | 27733/4-3702 Info Katalog | Bürgerhaus Jateční 7                                          |
| Cheb, Jateční 459/9 (Standort)                                                     | Bürgerhaus Jateční 9                                                                                             | Bürgerhaus | 41920/4-3703 Info Katalog | Bürgerhaus Jateční 9                                          |
| Cheb, Jateční 460/11 (Standort)                                                    | Bürgerhaus Jateční 11                                                                                            | Bürgerhaus | 20862/4-3704 Info Katalog | Bürgerhaus Jateční 11                                         |
| Cheb, Jateční 461/13 (Standort)                                                    | Bürgerhaus Jateční 13                                                                                            | Bürgerhaus | 34867/4-4512 Info Katalog | Bürgerhaus Jateční 13                                         |
| Cheb, Březinova 469/6 (Standort)                                                   | Steinhaus Eger                                                                                                   | Stadthaus, das sogenannte Steinhaus, Stützpunkt der Zisterzienser aus dem Kloster Waldsassen, entstanden aus zwei Gebäuden aus der Renaissance. Umbau in der Barockzeit, weitere bauliche Veränderungen im 19. und 20. Jahrhundert. | 19000/4-3660 Info Katalog | Steinhaus Eger                                                |
| Cheb, Březinova 470/4 (Standort)                                                   | Bürgerhaus Březinova 4                                                                                           | Bürgerhaus | 34518/4-3661 Info Katalog | Bürgerhaus Březinova 4                                        |
| Cheb, Březinova 13/3 (Standort)                                                    | Bürgerhaus Březinova 3                                                                                           | Bürgerhaus | 27323/4-4506 Info Katalog | Bürgerhaus Březinova 3                                        |
| Cheb, Březinova 14/5 (Standort)                                                    | Bürgerhaus Březinova 5                                                                                           | Bürgerhaus | 32306/4-3657 Info Katalog | Bürgerhaus Březinova 5                                        |
| Cheb, Březinova 16/9 (Standort)                                                    | Březinova 9 | Bürgerhaus | 19749/4-3658 Info Katalog | Březinova 9                                                   |
| Cheb, Březinova 18/13, Šlikova (Standort)                                          | Bürgerhaus Březinova 13                                                                                          | Bürgerhaus | 23123/4-3659 Info Katalog | Bürgerhaus Březinova 13                                       |
| Cheb, Americká 960/1 (Standort)                                                    | Villa Americká 1                                                                                                 | Stadtvilla, zweistöckige Stadtvilla im Geiste der regionalen Architektur des Heimatstils. Die Villa hat einen fast quadratischen Grundriss und mehrere Eckrisalits. Die Baupläne wurden 1902 von den Egerer Architekten Carl Haberzettl (1848–1906) und Josef Haberzettl erstellt. | 103980 Info Katalog       | Villa Americká 1                                              |
| Cheb, Divadelní náměstí 574/4, K Nemocnici (Standort)                              | Villa Divadelní náměstí 4                                                                                        | Die sogenannte Steinvilla aus den 1880er Jahren, ein neogotisches Gebäude auf unregelmäßigen Grundriss in Form eines Rechtecks mit signifikanten Vorsprüngen in der Hauptfassade zum Platz und in der linken Seitenfassade mit wertvollen Steinmetzarbeiten. Steile Satteldächer mit Gauben. Diese haben separate Zeltdächer aus Blech, die sehr steil wie gotische Türme aufragen. Die Villa wurde vom Egerer Architekten Ferdinand Herglotz als eigener Wohnsitz entworfen. | 52192/4-5318 Info Katalog | Villa Divadelní náměstí 4                                     |
| Cheb, 26. dubna 2063/3, Obrněné brigády (Standort)                                 | Evangelische Friedenskirche (Evangelický kostel Chrám pokoje)                                                    | Evangelische neugotische Friedenskirche, erbaut zwischen 1869 und 1871 vom Egerer Baumeister Adam Haberzettl. Die Kirche wurde auf dem Gelände zwischen dem evangelischen Pfarrhaus und der 1865 erbauten Schule errichtet. Dreischiffiges Kirchenschiff, das an der Westseite vom 37 Meter hohen achteckigen Glockenturm dominiert wird. | 103120 Info Katalog       | weitere Bilder                                                |
| Cheb, Valdštejnova 613/9 (Standort)                                                | Mietshaus Valdštejnova 9                                                                                         | Mietshaus. Das zweistöckige Backsteinhaus in geschlossener Bebauung wurde 1906 vom Egerer Baumeister Bernhard Kirschner für die Familie JUDr. Kaspar Tippmann errichtet. Die Fassade des Hauses ist ein Beispiel für den Jugendstil in Eger. | 102109 Info Katalog       | Mietshaus Valdštejnova 9                                      |
| Cheb, Evropská 238/22 (Standort)                                                   | Bürgerhaus Evropská 22                                                                                           | Bürgerhaus, zweistöckiges Haus in geschlossener Bebauung, Fassade mit vier Fensterachsen. Das Gebäude stammt aus dem 18. Jahrhundert, im 19. Jahrhundert wurden das Innere und die Fassade verändert. | 20679/4-3721 Info Katalog | Bürgerhaus Evropská 22                                        |
| Cheb, Evropská 1566/41, Svobody (Standort)                                         | Mietshaus Evropská 41                                                                                            | Mietshaus. Eckwohnhaus mit fünf Stockwerken und Mansarddach. Das Gebäude wurde 1913 vom Geschäftsmann Hans Stocker nach den Plänen des Mainzer Architekten Reinhold Weiss als Gewerbe- und Mehrfamilienhaus erbaut. Es betont den Ausdruck der klassizistischen Strömung in der Architektur dieser Zeit. Das Gebäude hat wertvolle Strukturen erhalten (Fensterpaneele, Stuckdekoration der Fassade, Eingangstür, Treppe, Balkongeländer, große Schaufenster). | 103389 Info Katalog       | Mietshaus Evropská 41                                         |
| Cheb, Svobody 257/47 (Standort)                                                    | Bürgerhaus Svobody 47                                                                                            | Bürgerhaus | 33428/4-3627 Info Katalog | Bürgerhaus Svobody 47                                         |
| Cheb, náměstí Dr. Milady Horákové 1301/2, Žižkova 1301/4 (Standort)                | Bahnhof Cheb (Výpravní budova nádraží)                                                                           | Empfangsgebäude des Bahnhofs Cheb, errichtet von 1958–1962, Dekoration beeinflusst vom Brüsseler Stil; Architekt: Josef Danda. Einzeldenkmale: Glasmalerei von Zdeněk Holub, Metallemblem von Jaroslav Šajn, Mosaike von Jaroslav Moravec und V. S. Krumpachová, Metallskulptur von Hugo Demartini sowie gebogene Glaswände von Benjamin Hejlek und Jan Štibych. | 105955 Info Katalog       | weitere Bilder                                                |
| Cheb, an der Landstraße von Maškov nach Dolný Dvor (Standort)                      | Sühnekreuz | Monolithisches Granitkreuz in lateinischer Kreuzform ohne Inschrift oder Relief, fehlender Arm, Gesamthöhe einschl. Sockel 116 cm, Breite des Kreuzes ca. 50 cm. Standortdaten nicht bekannt. | 34688/4-4267 Info Katalog | BW                                                            |
| Cheb, Koželužská 1772/8, pův. čp. 37 (Standort)                                    | Vorstadthaus Koželužská 37/8                                                                                     | Vorstadthaus, eine Kombination aus Stadthaus und Bauernhof, das letzte dieser Art und Beweis für die Entwicklung der ehem. Vororte von Eger. Ursprünglich unter dem Namen „Egerländer Haustyp“ registriert, womöglich eine der letzten erhaltenen Gerbereien. | 27647/4-3784 Info Katalog | weitere Bilder                                                |
| Cheb, Vrbenského 1536/14 (Standort)                                                | Vereinshaus Schlaraffia                                                                                          | Vereinshaus Schlaraffia. Das Haus des Vereins Schlaraffia wurde zwischen 1910 und 1913 nach dem Entwurf des Baumeisters Franz Kraus im neugotischen Stil im Außenbereich und im neoromanischen Stil im Innenbereich erbaut. Ein dreistöckiges Gebäude auf rechteckigen Grundriss mit einer fünfachsigen Fassade. Das Gebäude wird vom zentralen Teil mit einem einstöckigen Erkerfenster und einem erhöhten Dachgeschoss dominiert. Es ist eines der wenigen erhaltenen Häuser des Vereins Schlaraffia in den böhmischen Ländern. Im Jahr 1902 mit dem Namen Schlaraffia Egra unter der Schirmherrschaft der Schlaraffia Pilsenia (Pilsen, gegr. 1888) gegründet. Das Haus trug den Namen „Stauffenburg“ in Anlehnung an die mittelalterliche Geschichte der Stadt. Nach dem Zweiten Weltkrieg und der Vertreibung der deutschen Bevölkerung wurde der Verein nicht wiederhergestellt. Seit 1950 im Besitz der Tschechoslowakischen Hussitische Kirche.                                                            | 106372 Info Katalog       | weitere Bilder                                                |
| Cheb, am Osthang des Zlatý vrch, am nördlichen Stadtrand (Standort)                | Ebene, befestigte Wohnsiedlung Dolnice (Rovinné neopevněné sídliště Dolnice)                                     | Ebene, befestigte Wohnsiedlung Dolnice mit archäologischen Spuren. Lage in einer beherrschenden Stellung oberhalb des weiten Eger-Tals. Eine von mehreren mesolithischen und neolithischen Bronze-Siedlungen in dieser Region. Lage: Etwa 500 m südlich des Gutes Dolnice und 80 m südwestlich der Überführung über die Eisenbahnlinie, in der Nähe des deutschen Denkmals für die im Ersten Weltkrieg Gefallenen. Die Informationen stammen aus Funden in den 1930er Jahren und den 1990er Jahren. | 14324/4-24 Info Katalog   | BW                                                            |

### Cetnov(Zettendorf)
| Lage            | Objekt                                 | Beschreibung | ÚSKP-Nr.                 | Bild |
| --------------- | -------------------------------------- | --- | ------------------------ | ---- |
| Cheb (Standort) | Prähistorische Siedlung und Grabstätte | Ebene,flache unbefestigte, prähistorische Siedlung und Grabstätte, archäologische Spuren. Lage: In den Gemeinden Cetnov und Krapice, am Hang zum Ufer der Talsperre Skalka. Funde von 1938 und 1966 aus dem Paläolithikum, Mesolithikum und der Spätbronzezeit. | 16421/4-105 Info Katalog | BW   |

### Chvoječná (Sebenbach)
| Lage                                                                | Objekt           | Beschreibung | ÚSKP-Nr.                 | Bild |
| ------------------------------------------------------------------- | ---------------- | --- | ------------------------ | ---- |
| Chvoječná, etwa 850 m nordöstlich des Dorfes an der Eger (Standort) | Feste (Tvrziště) | Feste mit archäologischen Spuren, unsichere Datierung. Die Existenz der Festung wird nur durch einen Hinweis auf eine Stelle am rechten Ufer der Eger angezeigt, ursprünglich eine ovale Festung von 20 × 25 m mit einem Wassergraben und einem 10 m breiten Wall, der das umliegende Gelände um 1 m überragt. In den 1970er Jahren werden die Abmessungen der Festung 24 × 32 m erwähnt. In den 1990er Jahren werden die Maße 17 × 25 m genannt und es werden Überreste eines Holzgebäudes und eines Gebäudes mit steinernem Fundament sowie Spuren einer Palisade am Rand des inneren Wassergrabens entdeckt. | 17525/4-145 Info Katalog | BW   |

### Dolní Dvory(Unterschön)
| Lage                                                                                 | Objekt                | Beschreibung | ÚSKP-Nr.                | Bild           |
| ------------------------------------------------------------------------------------ | --------------------- | --- | ----------------------- | -------------- |
| Dolní Dvory, an der Straße von Hradiště (Reichersdorf) nach Vokov (Wogau) (Standort) | Bildstock (Boží muka) | Barocker Bildstock von 1689 in Form einer dreieckigen Säule, die in drei Felder mit Reliefs unterteilt ist, geschaffen von Wilhelm Felsner. | 22220/4-30 Info Katalog | weitere Bilder |

### Dřenice(Treunitz)
| Lage                                                                                                 | Objekt                                                                                  | Beschreibung | ÚSKP-Nr.                  | Bild           |
| --- | --------------------------------------------------------------------------------------- | --- | ------------------------- | -------------- |
| Dřenice, am Ufer der Talsperre Jesenice (Standort)                                                   | Kirche des hl. Ulrich (Kostel svatého Oldřicha)                                         | Kirche St. Ulrich mit Einfriedung, ursprünglich eine romanische Kirche, die vor 1200 erbaut wurde. Aus dieser Zeit ist ein Portal erhalten geblieben. Das heutige Aussehen der Kirche mit einem dreieckigen Presbyterium und einem massiven Turm stammt aus dem Jahr 1682. | 30737/4-78 Info Katalog   | weitere Bilder |
| Dřenice, Kreuzung der Landstraßen Eger-Karlsbad und Eger-Marienbad (Standort)                        | Gedenkstein (Pamětní kámen)                                                             | Gedenkstein, markiert den nordöstlichsten Punkt der geodätischen Basis der Kartierung von 1873. Auf einem zweistufigen Steinsockel mit quadratischer Basis steht ein prismatischer Block mit einer Gedenktafel an der Vorderseite. Der Block endet in Form eines Pyramidenstumpfes mit einer Platte, auf der der Text steht: „Nordöstlicher Endpunkt der von den Ofizieren des militär. geogr. Instituts im Jahre 1873 gemessenen Grundlinien.“ | 38894/4-23 Info Katalog   | BW             |
| Dřenice, am Friedhof bei der Ulrichskirche in Dřenice (Standort)                                     | Sühnekreuz (Smírčí kříž)                                                                | Sühnekreuz in lateinischer Kreuzform, ohne Inschriften oder Reliefs. Es befand sich ursprünglich am Weg nach Eger. Während des Straßenbaus wurde es 1907 an den Rand des Dorfes versetzt und bei der Flutung der der Talsperre Jesenice versenkt. Im Jahr 1990 zerbrochen wiedergefunden, wurde es 2007 im Museum von Aš (Asch) repariert und an der Einfriedung der Ulrichskirche neu aufgestellt. | 50165/4-5197 Info Katalog | BW             |
| Dřenice, westlich von der Kirche (Standort)                                                          | Ebene, flache unbefestigte Siedlung Dřenice I (Rovinné neopevněné sídliště Dřenice I)   | Ebene, flache unbefestigte Siedlung Dřenice I, archäologische Spuren, eine von mehreren Siedlungen aus dem Mesolithikum und der Lausitzer Kultur in der Region. Der wahrscheinliche Standort des Ortes befindet sich am südöstlichen Hang nördlich der Straße von Cheb nach Dřenice, ursprünglich am Hang des linken Ufers der Wondreb (Odrava), jetzt in der Jesenice-Talsperre. Sammlungen am Standort in den Jahren 1932–1942 und 1961. Vermutlich wurde ein erheblicher Teil des Standorts durch Sandabbau zerstört (bereits 1987 angegeben). Daher erscheint der Schutz gemäß dem Denkmalkatalog nicht mehr sinnvoll. | 32642/4-80 Info Katalog   | BW             |
| Dřenice, im Bereich des nicht mehr existierenden Friedhofs, etwa 150 m östlich der Kirche (Standort) | Ebene, flache unbefestigte Siedlung Dřenice II (Rovinné neopevněné sídliště Dřenice II) | Ebene, flache unbefestigte Siedlung Dřenice II, archäologische Spuren, festgestellt durch Funde, ursprünglich am linken Ufer der Wondreb (Odrava), jetzt in der Jesenice-Talsperre. Archäologische Sammlungen vermutlich in den 1930er oder 1940er Jahren. | 36093/4-81 Info Katalog   | BW             |
| Dřenice, am linken Ufer der Talsperre Jesenice (Standort)                                            | Burgstall Burgholz (Hradiště Burgholz)                                                  | Burgstall Burgholz, hügelige befestigte Siedlung, archäologische Spuren. Vermutlich die Überreste einer kleineren mittelalterlichen Burg mit sehr gut erhaltenen Befestigungen, Wällen und Wassergräben am linken Ufer der Talsperre Jesenice. Der Grundriss ist rechteckig bis trapezförmig mit einer Länge von ca. 110 m und einer Breite von ca. 80 m auf der Nordwestseite und ca. 40 m auf der Südostseite. Die Feste ist zweiteilig angelegt: Eine größere mit einer Länge von ca. 70 cm (Hauptfläche) und eine kleinere mit einer Länge von ca. 40 m. Zugang von der Straße von Cheb nach Dřenice.                  | 31639/4-79 Info Katalog   | BW             |

### Háje(Gehaag)
| Lage                                                                                                   | Objekt                    | Beschreibung                                                                                      | ÚSKP-Nr.                  | Bild |
| --- | ------------------------- | ------------------------------------------------------------------------------------------------- | ------------------------- | ---- |
| Háje, im nordöstlichen Teil des Waldes, in der Nähe der Siedlung Svatý Kříž (Heiligenkreuz) (Standort) | Steinkreuz (Kamenný kříž) | Mittelalterliches Granitkreuz in lateinischer Kreuzform, verziert mit einem geometrischen Relief. | 42235/4-4266 Info Katalog | BW   |

### Hrozňatov(Kinsberg)
| Lage                    | Objekt                                                | Beschreibung | ÚSKP-Nr.                  | Bild           |
| ----------------------- | ----------------------------------------------------- | --- | ------------------------- | -------------- |
| Hrozňatov 40 (Standort) | Bauernhaus Nr. 40                                     | Bauernhaus aus dem 18. Jahrhundert, bestehend aus zwei Wohngebäuden und einer Scheune, urspr. ein geschlossener Hof vom Egerländer Typ. Das zweite Wohngebäude war ursprünglich ein Schuppen. | 32148/4-4524 Info Katalog | BW             |
| Hrozňatov (Standort)    | Loretokapelle (Loretánská kaple ve Starém Hrozňatově) | Ehem. Loretokapelle, jetzt Ruine. Der barocke Wallfahrtsort Maria Loreto mit der Marienkapelle wurde in den Jahren 1664–1689 von den Jesuiten der Heilig-Geist-Kirche (von 1557) erbaut. Vorbild war die Santa Casa in der Renaissance-Basilika in Loreto (Italien). Der Komplex besteht aus der zentralen Marienkapelle und umlaufenden Kreuzgänge mit den Eckkapellen der Jungfrau Maria, des hl. Joachim und der hl. Anna, des hl. Zacharias und der hl. Elisabeth sowie des hl. Franziskus. Der Eingang wird durch einen Glockenturm mit doppelten Zwiebeldach gebildet, an dessen Ende die Heilig-Geist-Kirche steht. Im Jahr 1959 waren die Gebäude bereits baufällig und das Wohngebäude, das am Westflügel des Kreuzgangs stand, wurde abgerissen. Ab 1998 befindet sich der gesamte Komplex in Rekonstruktion. | 40874/4-128 Info Katalog  | weitere Bilder |
| Hrozňatov 57 (Standort) | Schloss Starý Hrozňatov (Zámek Starý Hrozňatov)       | Schloss mit Dreifaltigkeitskapelle und Park. Einzeldenkmale sind das Schloss, der Schlossturm, das Tor, die Schlosskapelle der Heiligen Dreifaltigkeit und der Park. | 27655/4-126 Info Katalog  | weitere Bilder |

### Loužek (Au)
| Lage                                                                     | Objekt                                                     | Beschreibung | ÚSKP-Nr.                 | Bild |
| ------------------------------------------------------------------------ | ---------------------------------------------------------- | --- | ------------------------ | ---- |
| Loužek, bei Nr. 11, jetzt im zentralen Depot des Museums Cheb (Standort) | Kruzifix                                                   | Kruzifix, eines der wenigen Exemplare von Holzkreuzen, die bis heute in der Region Cheb erhalten geblieben sind. Ein Holzkreuz, an dem neben dem Leib Christi drei Engel mit Kelchen befestigt waren. Das Kreuz war ursprünglich mit einem Metalldach bedeckt. Eine Inschriftentafel mit dem Text INRI auf der Vorderseite des Kreuzes blieb am Kreuz erhalten. Das Kreuz ist derzeit 2,10 m hoch und die Länge seines Querarms beträgt 1,30 m. Das Kreuz besteht aus Eichenholz. Die Figur des Gekreuzigten besteht ebenfalls aus Holz und ist 1,04 m hoch, die Breite beträgt 0,96 m. Die ursprüngliche Polychromie des Kreuzes und Körpers ist nicht mehr vorhanden. Die ursprüngliche Lage war am Haus Nr. 11 im Dorf Loužek, jetzt im Museum Cheb. | 45854/4-110 Info Katalog | BW   |
| Loužek (Standort)                                                        | Ebene, unbefestigte Siedlung (Rovinné neopevněné sídliště) | Ebene, unbefestigte Siedlung, archäologische Spuren. Eine Siedlung aus der Mittelsteinzeit auf dem Gelände einer ehem. Sandgrube. Gebiet mit Oberflächenfunden junger Bronzekeramik. | 23003/4-111 Info Katalog | BW   |

### Podhrad (Pograth)
| Lage                                                        | Objekt                                        | Beschreibung | ÚSKP-Nr.                  | Bild                                          |
| ----------------------------------------------------------- | --------------------------------------------- | --- | ------------------------- | --------------------------------------------- |
| Podhrad, Ke Křížům, am südlichen Ende der Straße (Standort) | Drei Steinkreuze (Soubor tří kamenných křížů) | Drei Steinkreuze, die in einer Gruppe von ehem. insgesamt sieben Kreuzen stehen, z. T. mit Gravuren oder Reliefs. Die Gruppe steht zusammen mit vier anderen Torsos von Steinkreuzen. | 19303/4-4263 Info Katalog | Drei Steinkreuze (Soubor tří kamenných křížů) |

### Skalka (Stein)
| Lage                                                                                        | Objekt                   | Beschreibung | ÚSKP-Nr.                  | Bild |
| ------------------------------------------------------------------------------------------- | ------------------------ | --- | ------------------------- | ---- |
| Skalka, Erhebung am linken Ufer der Talsperre Skalka (Standort)                             | Hrad Rollenburg          | Burg Rollenburg, archäologische Spuren (auch als Losburg oder Pürstenstein bezeichnet). Überreste einer mittelalterlichen befestigten Siedlung, die den Zugang nach Eger am Fluss Eger schützte. Das Objekt zeichnet sich durch seine monumentale Lage über dem Fluss aus. Ovale Fläche von 42 × 31 m, an der Ostseite teilweise durch einen in den Felsen gehauenen Graben getrennt, hinter dem sich die Wälle der vorderen Befestigungen befinden. Funde aus dem Hoch- bis Spätmittelalter. Im Jahr 2014 waren nur noch die Überreste der Befestigungsanlagen an der Ostseite und an angrenzenden Burggraben erkennbar. | 16722/4-27 Info Katalog   | BW   |
| Skalka, östlich des Guts Nr. 1 (Standort)                                                   | Sühnekreuz (Smírčí kříž) | Monolithisches Sühnekreuz aus Granit mit unleserlicher Gravur, in lateinischer Kreuzform. Die Höhe des Kreuzes beträgt 142 cm, die Breite der Querstange beträgt 94 cm. | 29038/4-4274 Info Katalog | BW   |
| Skalka, im zentralen Depot des Museums Cheb (Standort)                                      | Sühnekreuz (Smírčí kříž) | Rest eines Sühnekreuzes aus Granit, monolithisches Steinkreuz ohne die beiden Arme, ohne Inschriften oder Reliefs. Bereits 1902 war das Kreuz ein Torso. Die Höhe des Kreuzes beträgt 80 cm. | 35815/4-4261 Info Katalog | BW   |
| Skalka, an der Forststraße beim ehem. Restaurant Myslivna in der Siedlung Skalka (Standort) | Sühnekreuz (Smírčí kříž) | Sühnekreuz (genannt Schwedenkreuz), ein hohes monolithisches Steinkreuz aus Granit in lateinischer Kreuzform. Die Gesamthöhe beträgt angeblich 2,0 m, die Höhe des sichtbaren Teils erreicht 1,53 m. | 45869/4-4271 Info Katalog | BW   |

### Tršnice(Tirschnitz)
| Lage                                                                      | Objekt                                                     | Beschreibung | ÚSKP-Nr.                 | Bild |
| ------------------------------------------------------------------------- | ---------------------------------------------------------- | --- | ------------------------ | ---- |
| Tršnice, auf der westlichen Seite des Bahnhofsgeländes Tršnice (Standort) | Ebene, unbefestigte Siedlung (Rovinné neopevněné sídliště) | Ebene, unbefestigte Siedlung, archäologische Spuren, eine der mesolithischen und neolithischen Bronzezeit-Siedlungen in der Region Eger. Die grundlegenden und einzigen Informationen stammen aus Funden in den 1930er und 1960er Jahren. | 45228/4-132 Info Katalog | BW   |